# Mozé-sur-Louet
Mozé-sur-Louet est une commune française située dans le département de Maine-et-Loire, en région Pays de la Loire.

## Géographie

### Localisation
Commune angevine du Saumurois, Mozé-sur-Louet se situe au sud-ouest de Soulaines-sur-Aubance, sur les routes D 123, Denée - Saint-Melaine-sur-Aubance, D 204, Beaulieu-sur-Layon, et D 130 Brissac-Quincé.
Cette commune de 2 553 hectares se situe sur les unités paysagères des plateaux de l'Aubance et de la Loire des promontoires.
Le Louet traverse la commune, sur sa partie Nord.

### Communes limitrophes
Les communes limitrophes de Mozé-sur-Louet sont : Mûrs-Erigné, Soulaines-sur-Aubance, Bellevigne-en-Layon, Beaulieu-sur-Layon, Denée, Rochefort-sur-Loire et Saint-Jean-de-la-Croix.
| Denée               | Saint-Jean-de-la-Croix, Mûrs-Erigné |                       |
| Rochefort-sur-Loire | Mozé-sur-Louet                      | Soulaines-sur-Aubance |
| Beaulieu-sur-Layon  | Bellevigne-en-Layon                 |                       |

### Climat
Pour des articles plus généraux, voir Climat des Pays de la Loire et Climat de Maine-et-Loire.
En 2010, le climat de la commune est de type climat océanique altéré, selon une étude du CNRS s'appuyant sur une série de données couvrant la période 1971-2000. En 2020, Météo-France publie une typologie des climats de la France métropolitaine dans laquelle la commune est exposée à un climat océanique et est dans la région climatique Moyenne vallée de la Loire, caractérisée par une bonne insolation (1 850 h/an) et un été peu pluvieux.
Pour la période 1971-2000, la température annuelle moyenne est de 11,8 °C, avec une amplitude thermique annuelle de 14,3 °C. Le cumul annuel moyen de précipitations est de 665 mm, avec 10,8 jours de précipitations en janvier et 6 jours en juillet. Pour la période 1991-2020, la température moyenne annuelle observée sur la station météorologique de Météo-France la plus proche, « Martigne-briand », dans la commune de Terranjou à 12 km à vol d'oiseau, est de 12,6 °C et le cumul annuel moyen de précipitations est de 617,0 mm,. Pour l'avenir, les paramètres climatiques de la commune estimés pour 2050 selon différents scénarios d'émission de gaz à effet de serre sont consultables sur un site dédié publié par Météo-France en novembre 2022.

## Urbanisme

### Typologie
Au 1er janvier 2024, Mozé-sur-Louet est catégorisée commune rurale à habitat dispersé, selon la nouvelle grille communale de densité à sept niveaux définie par l'Insee en 2022.
Elle est située hors unité urbaine. Par ailleurs la commune fait partie de l'aire d'attraction d'Angers, dont elle est une commune de la couronne,. Cette aire, qui regroupe 81 communes, est catégorisée dans les aires de 200 000 à moins de 700 000 habitants,.

### Occupation des sols
L'occupation des sols de la commune, telle qu'elle ressort de la base de données européenne d’occupation biophysique des sols Corine Land Cover (CLC), est marquée par l'importance des territoires agricoles (93,9 % en 2018), en diminution par rapport à 1990 (95,1 %). La répartition détaillée en 2018 est la suivante : 
prairies (37,9 %), terres arables (28,1 %), zones agricoles hétérogènes (23,4 %), cultures permanentes (4,5 %), zones urbanisées (3 %), zones industrielles ou commerciales et réseaux de communication (1,5 %), mines, décharges et chantiers (1,3 %), forêts (0,4 %). L'évolution de l’occupation des sols de la commune et de ses infrastructures peut être observée sur les différentes représentations cartographiques du territoire : la carte de Cassini (XVIIIe siècle), la carte d'état-major (1820-1866) et les cartes ou photos aériennes de l'IGN pour la période actuelle (1950 à aujourd'hui).

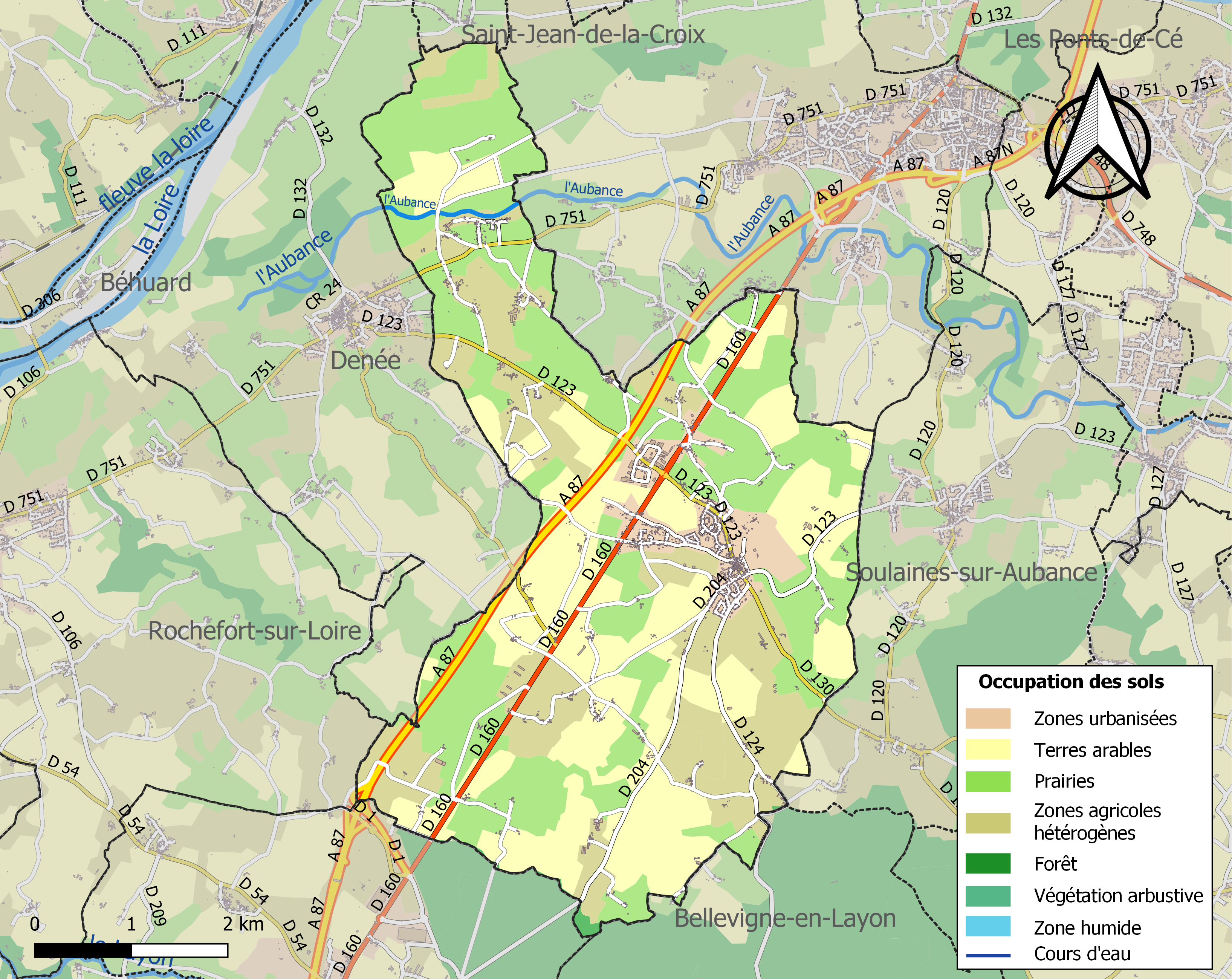
Carte des infrastructures et de l'occupation des sols de la commune en 2018 (CLC).

## Toponymie
Altare Sancti Samsonis de Moziaco… ecclesia… quae nominatur Moziacus vers 1050.

## Histoire
Lors de la construction de l'autoroute A87, en 1999, un site du Paléolithique final (Azilien) est découvert et fouillé pendant plus de six mois au lieu-dit Les Chaloignes,.
Pendant la Révolution française, la population est hostile aux nouveautés. Le château de La Crissonnière est incendié le 22 juillet 1793 et le bourg en janvier 1794 par les colonnes infernales.

## Politique et administration

### Administration municipale
| Période                                  | Période                      | Identité                            | Étiquette | Qualité                                                             |
| ---------------------------------------- | ---------------------------- | ----------------------------------- | --------- | ------------------------------------------------------------------- |
| 1793                                     |                              | Pierre Leduc                        |           |                                                                     |
| 1808                                     |                              | Thomas-Jean Hacault                 |           |                                                                     |
| 23 août 1815                             |                              | Pasqueraye                          |           |                                                                     |
| 1821                                     |                              | Th.-David Joyau                     |           |                                                                     |
| 1826                                     | 12 septembre 180 (démission) | Albin de Caqueray                   |           |                                                                     |
| 16 octobre 1830                          |                              | Hays-Fontaine                       |           | Adjoint faisant office de maire                                     |
| 1831                                     |                              | Jean Leduc                          |           | Adjoint faisant office de maire                                     |
| 1832                                     |                              | Pierre Péhu                         |           | À titre provisoire                                                  |
| 1834                                     |                              | Laurent Poisson                     |           |                                                                     |
| 1846                                     |                              | Tristan-Achille Cesbron de Narbonne |           |                                                                     |
| 1852                                     |                              | Charles Pasquet                     |           |                                                                     |
| 1860                                     |                              | René-Jacques Esnault                |           |                                                                     |
| 1878                                     |                              | Mathurin Pineau                     |           |                                                                     |
| 1881                                     |                              | Ferdinand Ménard                    |           |                                                                     |
| 1908                                     |                              | Jacques Bompas                      |           |                                                                     |
| 1912                                     |                              | Maurice Reullier                    |           |                                                                     |
| 1925                                     |                              | Jacques Bompas                      |           |                                                                     |
| 1935                                     |                              | Mathurin Macé                       |           |                                                                     |
| 1945                                     |                              | Maurice Reullier                    |           |                                                                     |
| mai 1953                                 |                              | Jean Petiteau                       |           |                                                                     |
| 1956                                     | mars 1977                    | Victor Bougère                      |           |                                                                     |
| mars 1977                                | novembre 1993 (démission)    | Jean Lafferrière                    |           | Ingénieur-conseil                                                   |
| novembre 1993                            | mars 2001                    | Jean Desaivres                      |           | Ingénieur                                                           |
| mars 2001                                | mars 2014                    | Gérard Dolbois                      | PS        | Chargé de mission Vice-président de la CC des Coteaux du Layon      |
| mars 2014                                | En cours (au 27 mai 2020)    | Joëlle Baudonnière,                 | DVG       | Secrétaire d'une association Conseillère départementale remplaçante |
| Les données manquantes sont à compléter. |                              |                                     |           |                                                                     |

### Intercommunalité
La commune est membre de la communauté de communes Loire Layon Aubance depuis la disparition de la communauté de communes des Coteaux du Layon, elle-même membre du syndicat mixte Pays de Loire en Layon.

## Population et société

### Démographie

#### Évolution démographique
L'évolution du nombre d'habitants est connue à travers les recensements de la population effectués dans la commune depuis 1793. Pour les communes de moins de 10 000 habitants, une enquête de recensement portant sur toute la population est réalisée tous les cinq ans, les populations de référence des années intermédiaires étant quant à elles estimées par interpolation ou extrapolation. Pour la commune, le premier recensement exhaustif entrant dans le cadre du nouveau dispositif a été réalisé en 2005.

En 2022, la commune comptait 2 033 habitants, en évolution de +1,35 % par rapport à 2016 (Maine-et-Loire : +2,12 %, France hors Mayotte : +2,11 %).
| 1793  | 1800  | 1806  | 1821  | 1831  | 1836  | 1841  | 1846  | 1851  |
| ----- | ----- | ----- | ----- | ----- | ----- | ----- | ----- | ----- |
| 1 620 | 1 620 | 1 507 | 1 616 | 1 727 | 1 659 | 1 721 | 1 669 | 1 644 |

| 1856  | 1861  | 1866  | 1872  | 1876  | 1881  | 1886  | 1891  | 1896  |
| ----- | ----- | ----- | ----- | ----- | ----- | ----- | ----- | ----- |
| 1 650 | 1 620 | 1 505 | 1 461 | 1 383 | 1 360 | 1 386 | 1 335 | 1 241 |

| 1901  | 1906  | 1911  | 1921  | 1926  | 1931  | 1936  | 1946 | 1954  |
| ----- | ----- | ----- | ----- | ----- | ----- | ----- | ---- | ----- |
| 1 190 | 1 186 | 1 112 | 1 006 | 1 014 | 1 010 | 1 016 | 972  | 1 008 |

| 1962  | 1968 | 1975  | 1982  | 1990  | 1999  | 2005  | 2006  | 2010  |
| ----- | ---- | ----- | ----- | ----- | ----- | ----- | ----- | ----- |
| 1 002 | 978  | 1 107 | 1 434 | 1 802 | 2 000 | 1 930 | 1 917 | 2 063 |

| 2015  | 2020  | 2022  | - | - | - | - | - | - |
| ----- | ----- | ----- | - | - | - | - | - | - |
| 2 021 | 2 028 | 2 033 | - | - | - | - | - | - |

#### Pyramide des âges
La population de la commune est relativement jeune.
En 2018, le taux de personnes d'un âge inférieur à 30 ans s'élève à 33,5 %, soit en dessous de la moyenne départementale (37,2 %). À l'inverse, le taux de personnes d'âge supérieur à 60 ans est de 26,2 % la même année, alors qu'il est de 25,6 % au niveau départemental.
En 2018, la commune compte 993 hommes pour 1 006 femmes, soit un taux de 50,33 % de femmes, légèrement inférieur au taux départemental (51,37 %).
Les pyramides des âges de la commune et du département s'établissent comme suit.
| Hommes | Classe d’âge | Femmes |
| ------ | ------------ | ------ |
| 0,6    | 90 ou +      | 1,1    |
| 6,8    | 75-89 ans    | 8,1    |
| 18,0   | 60-74 ans    | 17,9   |
| 20,9   | 45-59 ans    | 19,9   |
| 19,6   | 30-44 ans    | 20,2   |
| 14,1   | 15-29 ans    | 13,7   |
| 20,2   | 0-14 ans     | 19,1   |

| Hommes | Classe d’âge | Femmes |
| ------ | ------------ | ------ |
| 0,9    | 90 ou +      | 2,1    |
| 7      | 75-89 ans    | 9,5    |
| 16,2   | 60-74 ans    | 16,9   |
| 19,4   | 45-59 ans    | 18,7   |
| 18,2   | 30-44 ans    | 17,5   |
| 18,8   | 15-29 ans    | 17,6   |
| 19,5   | 0-14 ans     | 17,6   |

### Vie locale
Les transports en commun : Mozé-sur-Louet est traversé par trois lignes de bus du réseau régional Aléop :
- la ligne 07 Angers - Chemillé - Cholet,
- la ligne 19 Faverayes - Thouarcé - Angers,
- la ligne 20 Vihiers - Angers.

## Économie
Sur 149 établissements présents dans la commune à fin 2010, 20 % relèvent du secteur de l'agriculture (pour une moyenne de 17 % dans le département), 12 % du secteur de l'industrie, 12 % du secteur de la construction, 42 % de celui du commerce et des services et 13 % du secteur de l'administration et de la santé. Cinq ans plus tard, en 2015, sur les 152 établissements présents, 12 % relèvent du secteur de l'agriculture (pour une moyenne de 11 % dans le département), 12 % du secteur de l'industrie, 12 % de celui de la construction, 51 % du secteur du commerce et des services et 14 % de celui de l'administration et de la santé.

## Lieux et monuments
- La chapelle de Montjoie ;

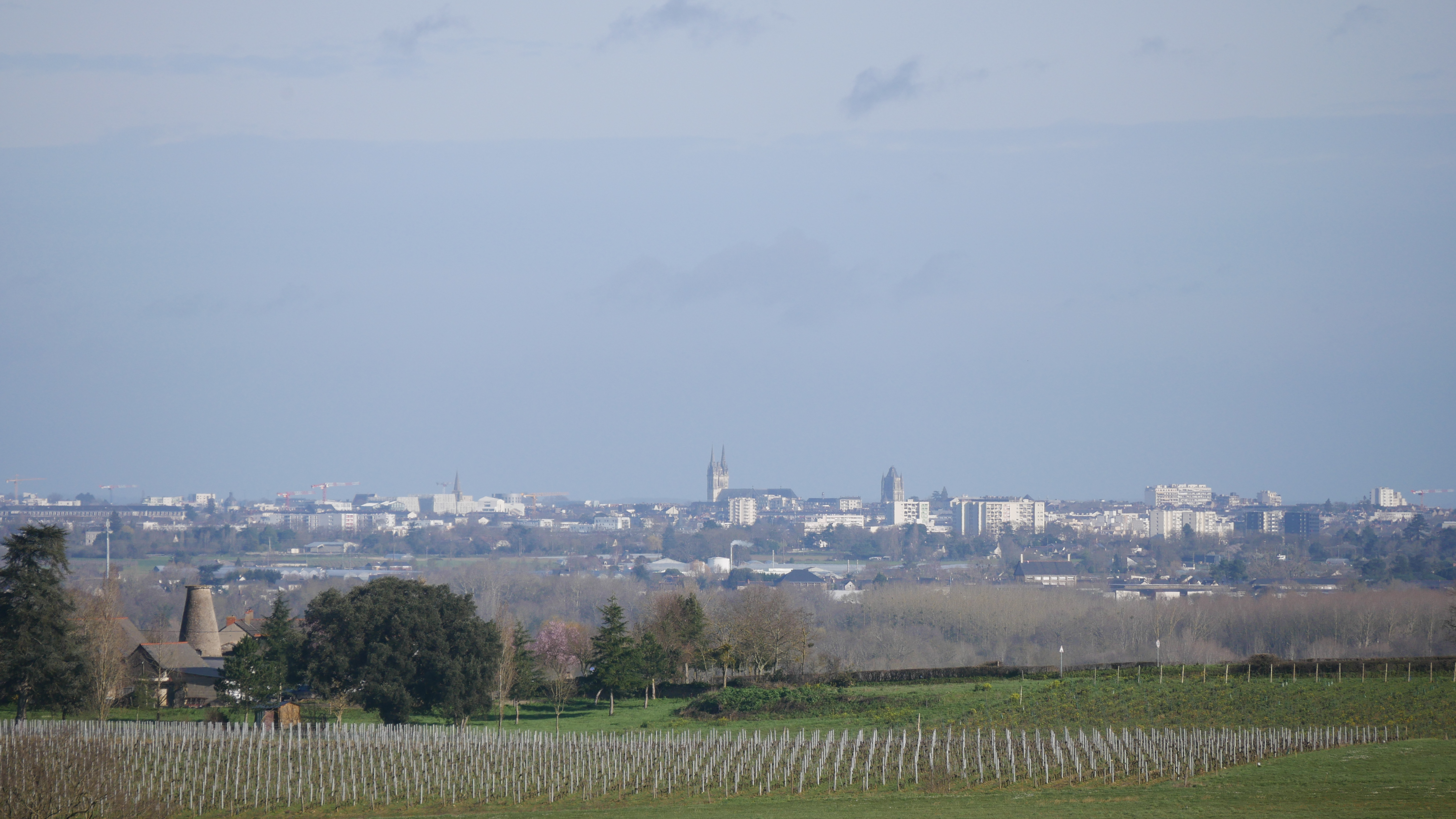
Vue d'Angers depuis le hameau du Pay. Au premier plan, le hameau de la Roche Sarrazin.

- Le château de la Cressonière (privé) ;
- Le château de la Noue ;
- Le château de Rogerie ;
- Le moulin à vent de la Bigottière ;
- L'Église Saint-Samson (XIXe siècle).

## Voir aussi

Ancien logo de la commune.